# Пикочно-полова система
Пикочно-полова система (на латински: Apparatus urogenitalis) е термин, с който се обобщават отделителната и половата система при гръбначни организми.
Този хипероним е въведен на базата на общ ембриологичен строеж. Общото в произхода се разпознава все още дори и при възрастните гръбначни. Органите на пикочната и на половата система се намират в тясно съседство и имат общ отведен канал. При мъжките бозайници това е пикочният канал, а при женските – влагалищният отвор и вулвата. Главно при птиците и еднопроходните половите органи, пикочопроводът и червото се вливат в един отвор, клоака.